# Karkopf
Der Karkopf ist mit 1738 m ü. NHN der höchste Gipfel des gesamten Lattengebirges. Er liegt genau an der Grenze zwischen der Gemeinde Schneizlreuth im Westen und der Gemeinde Bischofswiesen (Gemarkung Bischofswiesener Forst) im Osten.
Infolge der guten Fernsicht über das gesamte Gebirgsmassiv ist der Berg ein beliebtes Wandergebiet. Untersberg, Hoher Göll und Watzmann sind im Süden zu sehen, Zwiesel und Hochstaufen im Norden. Man kann den Gipfel von verschiedenen Seiten besteigen, z. B. über den Predigtstuhl oder über der Törlschneid von Winkl aus. Der Anstieg über den Alpgartensteig hat einen leichten Klettersteigcharakter mit einigen Leitern, Treppen und Seilsicherungen. Der Weg ist nur für erfahrene Bergwanderer geeignet, da man schwindelfrei und trittsicher sein muss.  
Vom Gipfel aus kann man zur Bergstation der Predigtstuhlbahn wandern und von dort mit der Seilbahn Bad Reichenhall erreichen. Auch ist der Weg zur Steinernen Agnes und zum Rotofen möglich.